# Arbeiterheim Kleinmünchen

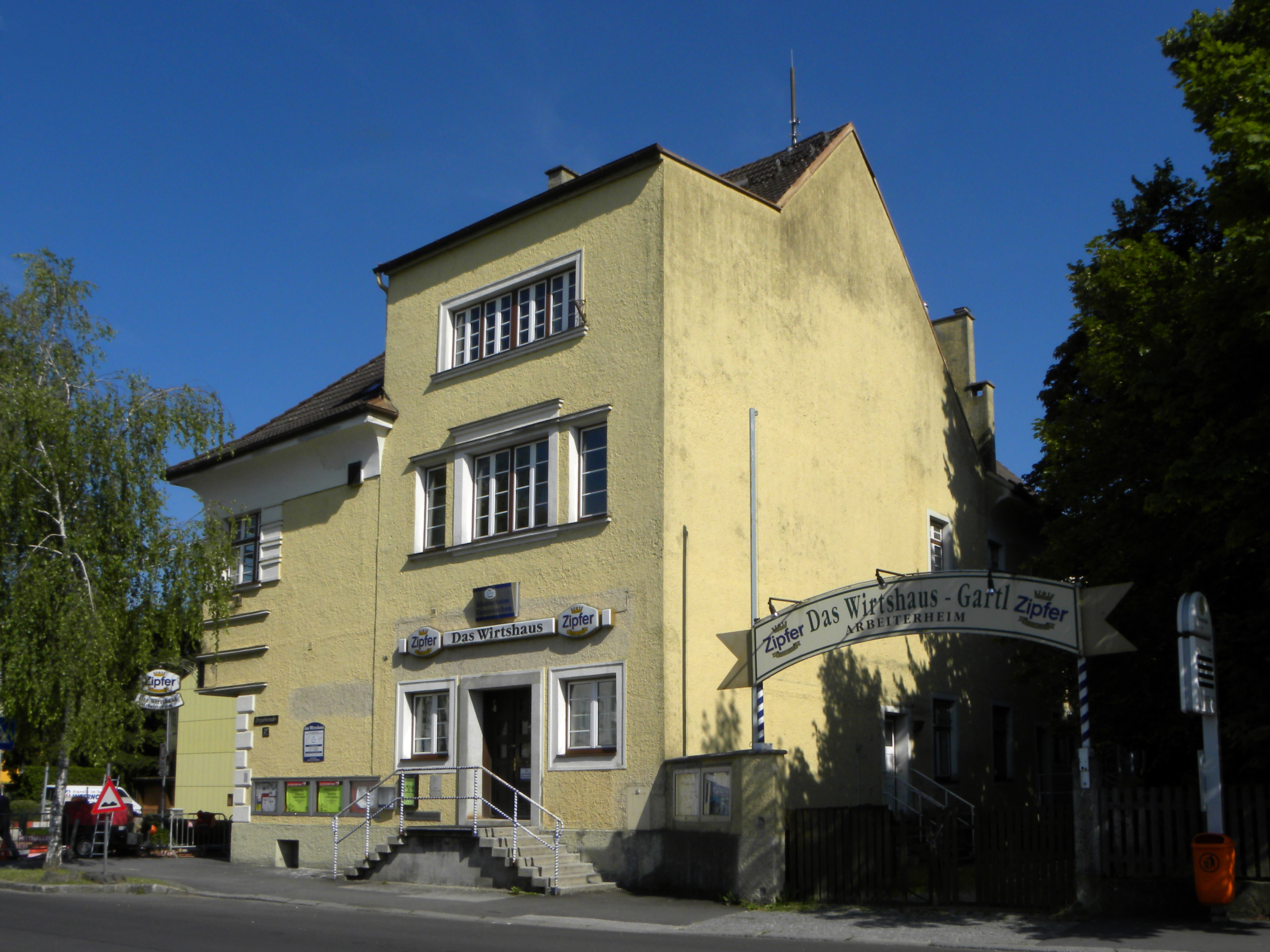
Das ehemalige Arbeiterheim Kleinmünchen (2013)

Das Arbeiterheim Kleinmünchen war ein Volksheim oder Volkshaus im Linzer Stadtteil Kleinmünchen mit politischer, wirtschaftlicher und kultureller Funktion. Die Haus steht unter Denkmalschutz (Listeneintrag).

## Geschichte
Die ersten Planungen zur Errichtung geeigneter Räumlichkeiten für die Aktivitäten der sozialdemokratischen Partei und deren Vorfeldorganisationen begannen 1907. Zu diesem Zweck organisierten die Sozialdemokraten Tanzveranstaltungen, Spendensammlungen und weitere Aktivitäten, um die finanziellen Mittel für die Errichtung eines Arbeiterhauses in Kleinmünchen zu lukrieren. Die ersten Ersparnisse verflossen jedoch durch die wirtschaftliche Not des Ersten Weltkriegs und der anschließenden Weltwirtschaftskrise.
1926 erwarb die Partei an der Straßenkreuzung Zeppelinstraße/Dürerstraße eine Liegenschaft unweit der Pfarrkirche Kleinmünchen, auf deren Areal im Juli 1927 unter Führung der Baufirma J. Müller & F. Paral mit Hilfe der sozialistischen Arbeiterschaft die Fundamente des Arbeiterheims gelegt wurden. Der Bau im Stil der Neuen Sachlichkeit wurde am 1. Oktober 1928 unter Anwesenheit der sozialistischen Bürgermeister Karl Steiger (Kleinmünchen) und Eduard Euller (Linz) eingeweiht; der Festzug mit den Vorfeldorganisationen begann bei den Arbeiterwohnungen unweit des Bahnhofs Kleinmünchen und endete in der inkorporierten Gastwirtschaft des Arbeiterheims.
Während der Februarkämpfe 1934 war das Arbeiterheim Schauplatz bewaffneter Kampfhandlungen zwischen den paramilitärischen Einheiten des Republikanischen Schutzbundes und der Heimwehr, wobei jedoch niemand zu Schaden kam. Nach der Stürmung des Gebäudes entdeckte die Heimwehr jedoch nicht das vermutete Waffenlager des Kleinmünchner Schutzbundes, da deren 60 Gewehre vorzeitig in das benachbarte Haus eines sozialistischen Stadtrats in der Denkstraße transportiert wurden. Nach der Beschlagnahmung durch den Ständestaat erwarb die Brauerei Zipf 1934 das Areal samt Gaststätte, das 1937 an die Stadt Linz verkauft und bis 1939 als Schule geführt wurde.
Nach dem Anschluss Österreichs installierte das NS-Regime die von 1939 bis 1945 bestehende Polizeiinspektion Kleinmünchen. 1945 folgte die Restitution an den sozialistischen Wirtschaftsverein, der das Arbeiterheim mit seiner Gaststätte wieder in Betrieb nahm. Ende 2012 schloss das Traditionsgasthaus seine Pforten. Die Liegenschaft samt Areal der angrenzenden Niederlassung der Kinderfreunde sowie eines Wohnhauses wurde von der Wohnungsbaugenossenschaft Neue Heimat erworben und unter Einbeziehung des denkmalgeschützten Arbeiterheims zu einem vierstöckigen Wohnung mit 43 Wohnungen und Tiefgarage umgebaut. Das Bauprojekt wurde 2021 finalisiert.

## Architektur
Das Eckhaus zur Dürerstraße (Dürerstraße 24) wurde als ein- bis dreigeschoßigen asymmetrischen Bau mit expressionistischer Staffelung errichtet. Das denkmalgeschützte Gebäude mit drei spitzbogigen Fenstern besitzt an der Dürerstraße einen zweigeschoßigen Trakt mit Walmdach und Schlepp-Flachdach sowie einen ebenerdigen Anbau. Die Fassade zur Zeppelinstraße weist einen schmalen, dreigeschoßigen, kubisch überhöhten Baukörper mit Fensterbändern auf. Der westlich an der Zeppelinstraße gelegene große Gastgarten wurde 2020 überbaut.